# Стапеливые
Все растения субтрибы Стапеливые (Stapeliinae) в той или иной степени являются стеблевыми суккулентами. Многие из видов напоминают кактусы, хотя и не являются близкородственными, как пример конвергентной эволюции.

## Описание
Стебли часто угловатые, в основном четырёхугольные в поперечном сечении, но у некоторых видов их шесть и более, а у некоторых видов Hoodia более тридцати углов. По размеру они варьируются от менее 2,5 см / 1 «в длину до более 2 м / 6» в высоту. Листья у большинства видов редуцированы до рудиментов, иногда затвердевшие и шиповидные, расположены на бугорках или бугорках по углам. Однако некоторые виды всё ещё имеют узнаваемые листья, в первую очередь индийские виды Фререя индийская и некоторые представители Tridentea. Стапелии наиболее многочисленны в тёплом и сухом климате.
Стапелии часто рассматриваются как кульминационная группа в семействе из-за их часто структурно сложных цветков. Некоторые аспекты этих репродуктивных органов отражают системы опыления в семействе орхидей и представляют собой случай параллельной эволюции, хотя обе группы совершенно не связаны между собой и разработали сходные, хотя и не идентичные средства для достижения конечной цели опыления и, следовательно, воспроизводства. Большинство стапелий используют в качестве опылителей мух, которых привлекают запахи, напоминающие навоз или гниющее мясо, исходящие от цветов. Многие из цветов также имеют некоторое физическое сходство с гниющими тушами животных, что привело к их популярному названию — «цветы-падальщики». Однако не все стапелии плохо пахнут или привлекают мух. Некоторые виды используют в качестве опылителей жуков, пчёл, ос, бабочек или мотыльков. Размер цветков стапелии варьируется от нескольких миллиметров у видов Эхиднопсис и Псевдолитопс до размеров Стапелии гигантской, которые могут достигать 40 см в диаметре, и являются одними из самых крупных цветов, которые можно найти на любых видах суккулентов.
Цветки актиноморфные (радиально-симметричные) с пятью свободными или сросшимися чашелистиками и лепестками. Некоторые лепестки имеют форму звезды, а некоторые имеют трубчатый венчик. У некоторых видов в центре венчика имеется приподнятое кольцо или аннулус. Вместо тычинок и пестиков стапелии содержат поллинарий.

## Ареал
В Африке имеются два отдельных региона, где стапелии наиболее разнообразны: северо-восточная Африка и южная Африка. Несколько видов являются эндемиками небольшого острова Сокотра у Африканского Рога. На Аравийском полуострове и, в частности, в стране Йемен есть ещё одна концентрация видов. Ещё несколько обитают в более засушливых районах Пакистана, Афганистана, Индии, Непала и Мьянмы. Единственный вид, Caralluma europea, встречается в Европе, в самой южной части Пиренейского полуострова и на острове Лампедуза.

## Роды
- Baynesia
- Caralluma
- Desmidorchis
- Duvalia
- Echidnopsis
- Edithcolea
- Frerea
- Hoodia
- Huernia
- Larryleachia
- Lavrania
- Notechidnopsis
- Orbea
- Piaranthus
- Pectinaria
- Pseudolithos
- Quaqua
- Richtersveldia
- Rhytidocaulon
- Stapelia
- Stapelianthus
- Stapeliopsis
- Tavaresia
- Tridentea
- Tromotriche
- White-sloanea